# Ranunculus indivisus
Ranunculus indivisus là một loài thực vật có hoa trong họ Mao lương. Loài này được (Maxim.) Hand.-Mazz. miêu tả khoa học đầu tiên năm 1939.